# Albéric de Calonne
Le baron Louis-Marie-Albéric de Calonne, né le 18 mai 1843 à Amiens et mort le 10 octobre 1915 à Buire-le-Sec (Pas-de-Calais), est un historien français.

## Biographie
Le baron Albéric de Calonne était issu d'une vieille famille noble de Picardie dont la présence est attestée depuis le XVe siècle dans le Vimeu et le Ponthieu . Il était le fils du vicomte Pierre François Xavier de Calonne d'Avesnes et d'Honorine de Forceville , et l'arrière petit-neveu de Charles François de Calonne-d'Avesnes. 
Il épousa Marie de L’Épine, petite-fille du baron Joseph de L'Épine et d'Adolphe-Alphonse Goupy de Beauvolers (nl), dont postérité.
Après des études classiques au collège La Providence d'Amiens, de 1853 à 1861, Albéric de Calonne entreprend des études de droit, qu'il mène jusqu'à la licence.
Passionné par l'histoire de sa région natale, il est admis, dès 1863, au sein de la Société des antiquaires de Picardie comme membre non résidant, puis à partir de 1875, comme membre résidant. 
Très actif au sein de cette société savante, il en est élu président durant les années 1880, 1898 et 1899, avant d'en devenir président d'honneur en 1914 .
Il était aussi membre de l'Académie des sciences, des lettres et des arts d'Amiens .

### Apport à l'histoire d'Amiens
Il publia plusieurs ouvrages d'histoire sur la ville d'Amiens et sur l'arrondissement de Montreuil-sur-Mer dans le Pas-de-Calais . Son approche historique est surtout événementielle et érudite. 
Chacun des trois volumes de son ouvrage Histoire de la ville d'Amiens fut couronné par l'Académie Française, les deux premiers par le prix Thérouanne en 1900, le troisième par le prix Thiers  en 1907 . 
Cette Histoire de la ville d'Amiens, qui fit longtemps autorité, a été réimprimée en 1976.

### Hommages et distinctions
- Une rue de la ville d'Amiens porte son nom.

### Principales publications
- Les Seigneurs de Maintenay, 1864, Amiens, Lemer, 52 p., (tiré à part des Mémoires de la Société des Antiquaires de Picardie, tome 20, 1865, p. 239 à 288) ;
- Répartition entre les gentilshommes tenant fief noble en Ponthieu de l'indemnité allouée à messire André de Bourbon Rubempré délégué aux États généraux de Blois, 1872, Amiens, Glorieux, 32 p. (tiré à part des Mémoires de la  Société des Antiquaires de Picardie , tome 23, 1873, p. 71 à 99) ;
- Histoire des abbayes de Dommartin et de Saint-André au bois, ordre de Prémontré, au diocèse d'Amiens, Arras, 1875, 370 p.
- Arrondissement de Montreuil-sur-Mer. Histoire des cantons de Campagne-les-Hesdin, Étaples, Hesdin, Hucqueliers, Montreuil-sur-Mer, Arras, Commission départementale des Monuments historiques du Pas de Calais, 1875 [8].
- Françoise-Madeleine de Forceville, maréchale de Schulemberg et comtesse de Montdejeux 1620-1675, 1876, Arras, A. Courtin, 20 p. (tiré à part des Mémoires de l'Académie d'Arras).
- L'Alimentation de la ville d'Amiens au XVe siècle, Amiens, 1880.
- La Vie municipale au XVe siècle dans le nord de la France, 1880, 1 vol. in-8o, Paris, Didier, VIII+336 pp. ;
- La Vie agricole sous l'Ancien Régime en Picardie et en Artois, 1883, Paris, Guillaumin, 1 vol. in-8o IX+336 pp. ;
- La Vie agricole sous l'ancien régime dans le nord de la France, 1885, 2e édition, Paris, Guillaumin, 1 vol. in-12,  IX+356 pp. ;
- François de Calonne d'Avesne, Bailli de l'Ordre de Malte, 1886, Amiens, Delattre-Lenoel, 1 vol. in-4°, 80 p. (ouvrage publié sans nom d'auteur) ;
- La Vie agricole sous l'ancien régime, en Picardie, Artois, Hainaut, Flandres, 1889, 3e édition, Paris, Guillaumin, 1 vol. in-12 , 356 p. ;
- Histoire de la ville d'Amiens, 3 volumes grand in-8o, Amiens, Piteux ; Paris, Picard, 1899-1906 (tome 1, 1899 - tome 2, 1900 - tome 3, 1906)[9] ; réimprimée par les éditions Culture et Civilisation, Bruxelles, 1976 ;
- Journal de François-Joseph Le Clerc, chevalier, seigneur de Bussy 1708-1728, 1910, 156 p., (tiré à part des Mémoires de la Société des Antiquaires de Picardie , tome 36, 1910, p. 171 à 325) ;
- La Vie agricole sous l'Ancien Régime dans le Nord de la France, 1920, 4e édition (posthume), Paris, Picard ; Amiens, Yvert, X+ 594 pp., (forme le tome 39 des Mémoires de la Société des antiquaires de Picardie).

## Pour approfondir

### Source
- Vicaire général Mantel, discours du 10 mai 1916, Le vicomte Albéric de Calonne 1843-1915, 1916, Amiens, Yvert & Tellier, 58 p. avec un portrait photographique.